# Обыкновенный сцинк
Обыкновенный сцинк, или аптечный сцинк (лат. Scincus scincus) — вид ящериц из семейства сцинковых.
Вид назван аптечным из-за лечебного действия против различных болезней и недугов, которое приписывалось ящерице в древности. Ящериц распыляли или сжигали до пепла и продавали затем в аптеках. Арабы использовали порошок в качестве афродизиака. В Древнем Египте ящерицу бальзамировали и клали в могилу к мумиям.

## Описание
Ящерица достигает длины примерно 20 см. Из-за своей способности передвигаться словно рыба, «плавающая» в песке ящерица получила название «песчаная рыба». Скорость передвижения по песку составляет до 15 см/с. При помощи высокоскоростной съёмки и рентгеновского излучения, удалось определить движения, благодаря которым ящерица «плавает» в песке. Исследования показали, что чешуйки, которыми покрыто всё тело ящерицы, столь гладкие и прочные, что песок, не нанося повреждений, проскальзывает, аналогично процессу плаванья рыб в воде.
До конца не изучено, каким именно образом ящерица так легко ныряет и плавает под толщей песка, но есть предположение, что благодаря заряженным электрическими зарядами, микро-иголкам на концах всех чешуек, ей удается лучше скользить расталкивая заряженный отрицательно песок.

## Распространение
Распространён на севере Африки и в Юго-Западной Азии. Обитает в пустынях, таких как Сахара.

## Питание
Аптечный сцинк питается жуками, пауками и саранчой.

## Размножение
Самец садится на спину самки и хватается за её затылок. Своим хвостом самец поднимает хвост самки и подводит свою клоаку к клоаке самки. При этом спаривание происходит в движении и может продолжаться от нескольких секунд до 2-х или 3-х минут. Через несколько недель после сочетания откладывают в песок 2—10 яиц.

## Подвиды
Обыкновенный сцинк (Scincus scincus) образует 4 подвида:
- S. s. conirostris
- S. s. cucullatus
- S. s. meccensis
- S. s. scincus

## Фото

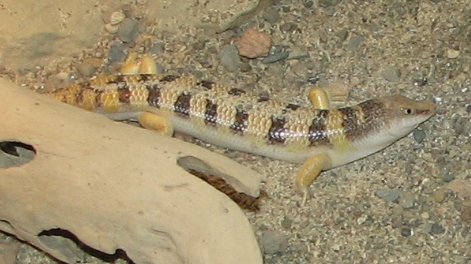
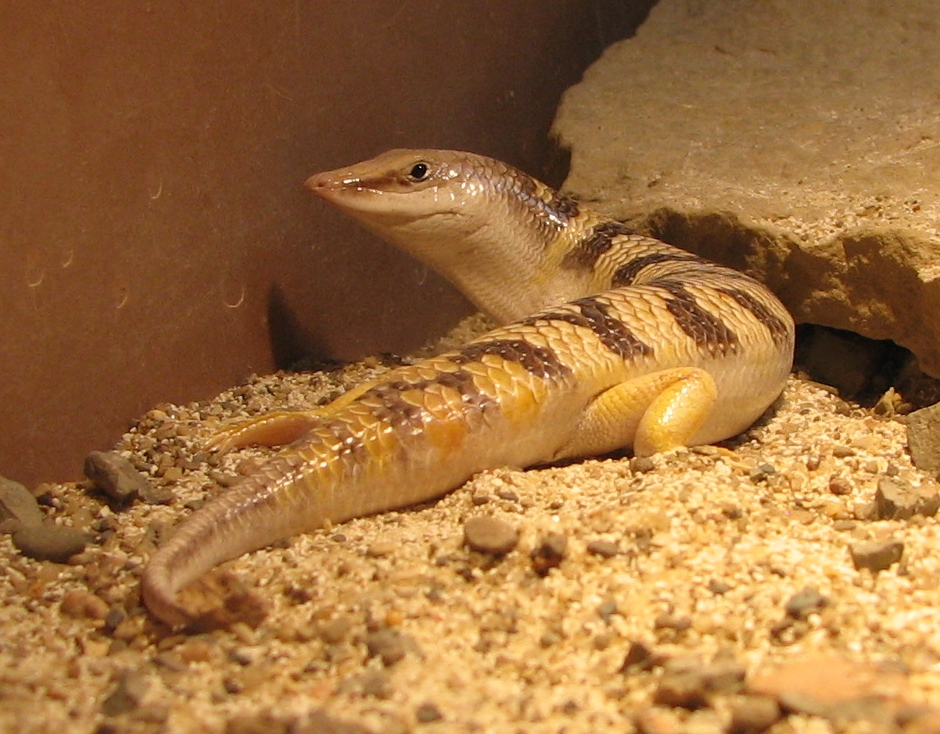
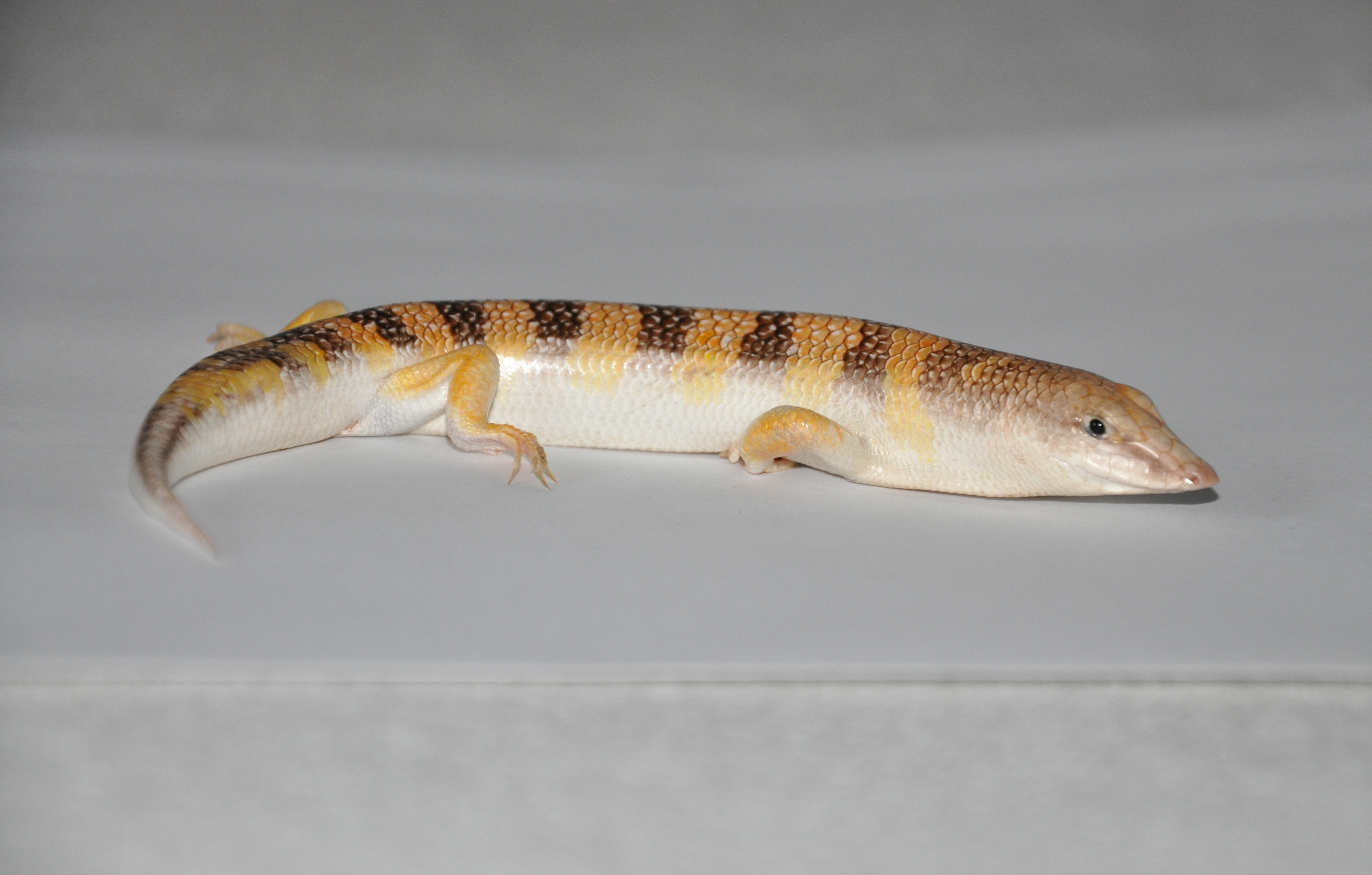
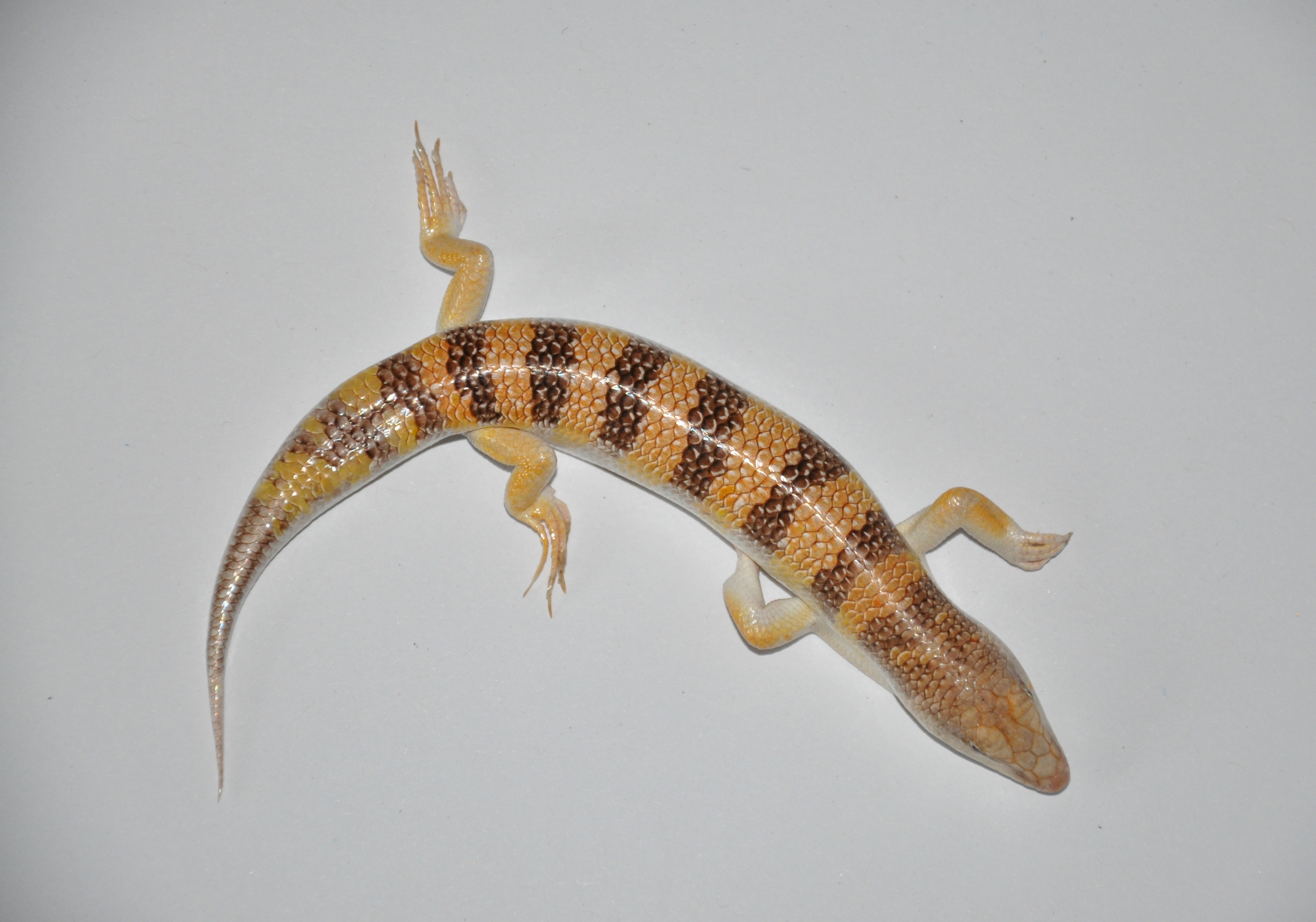
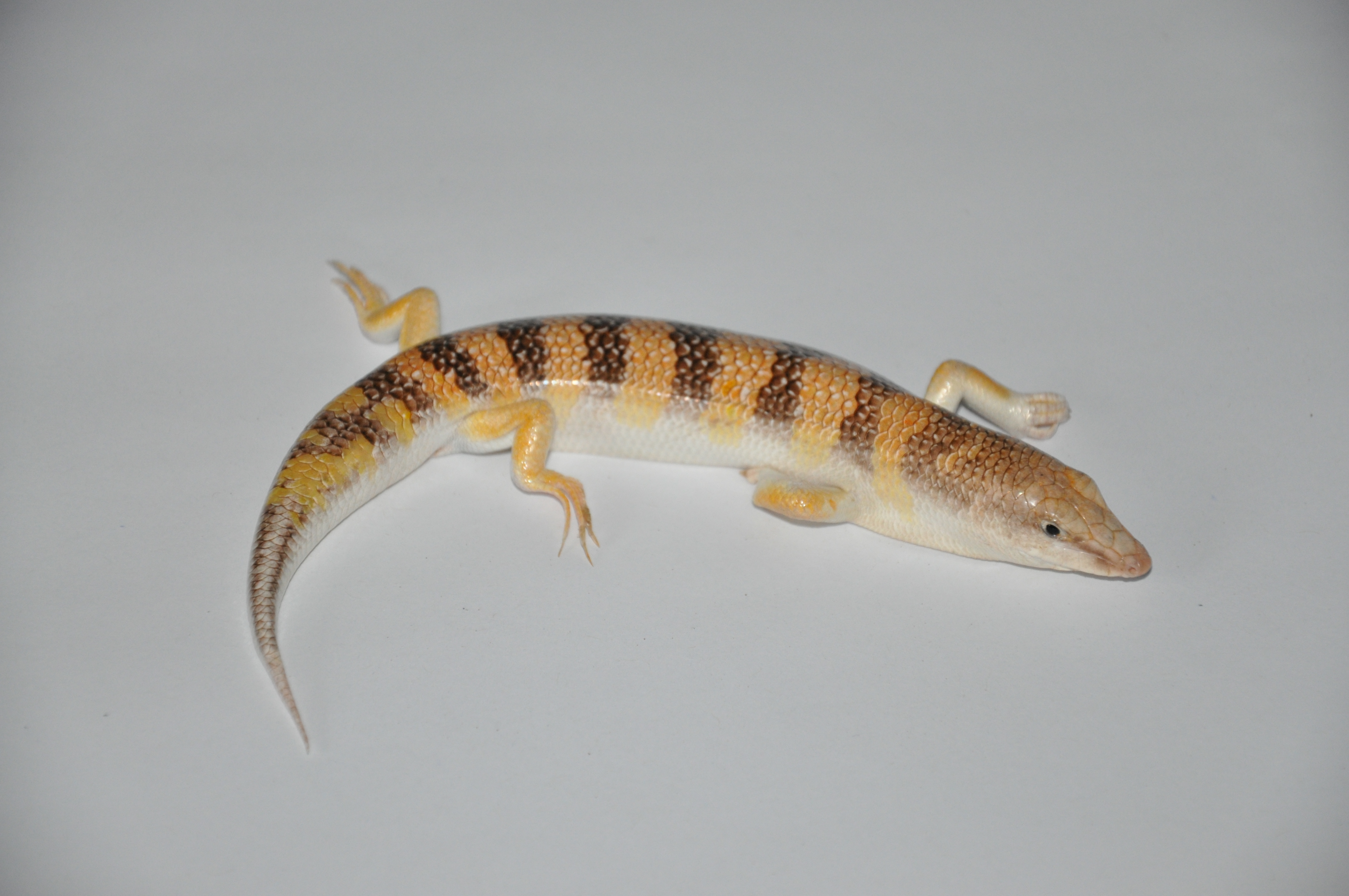
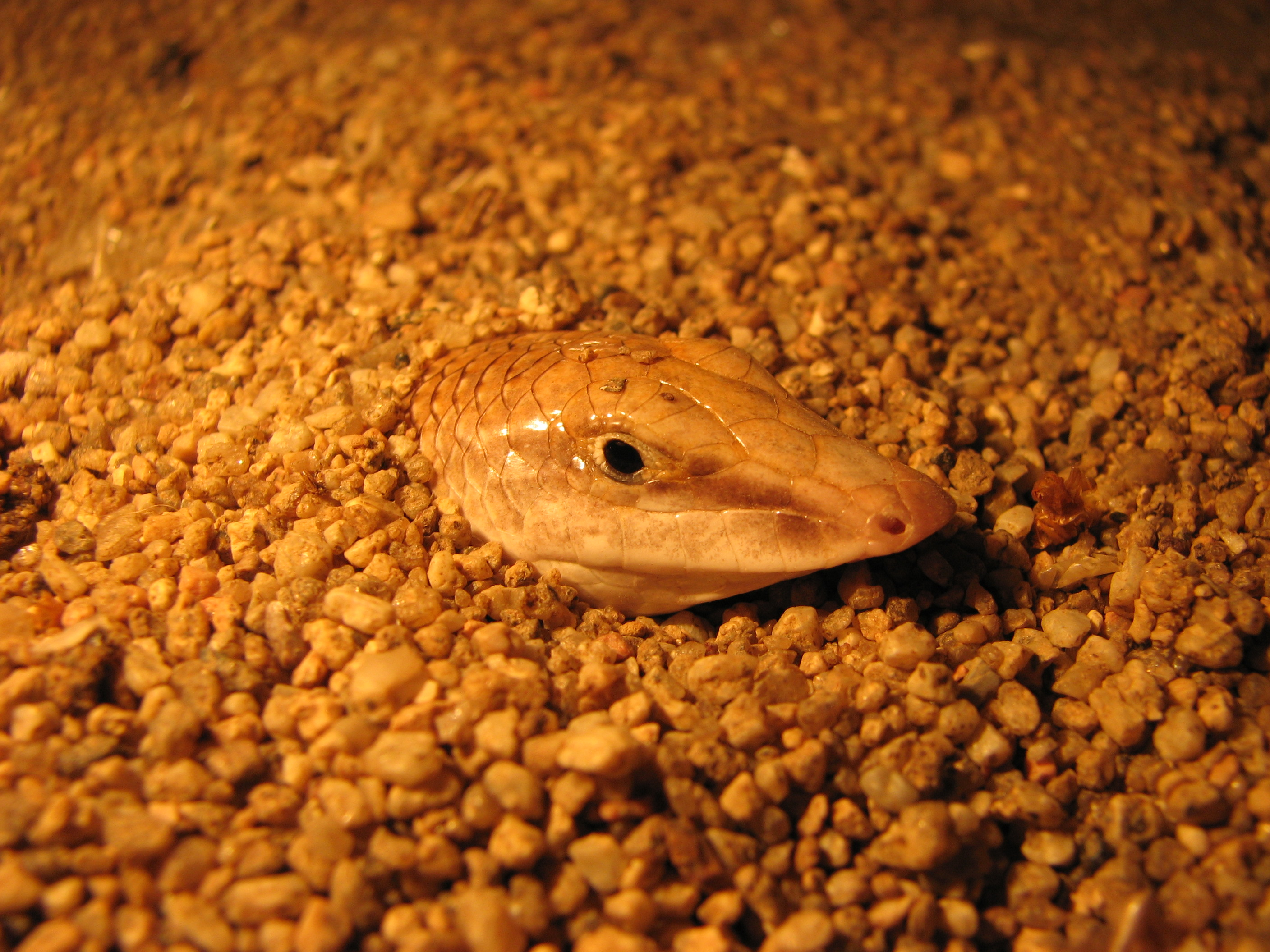